# Sitio de Saraqusta (755)
El Asedio de Saraqusta de 755 fue una de las batallas de la revuelta yemení de al-Ándalus.

## Antecedentes
Yússuf ibn Abd-ar-Rahman al-Fihrí envió a la Marca Superior, que correspondía a los yemeníes, a As-Sumayl ibn Hàtim al-Kilabí como gobernador de Saraqusta para liberarse de su engorrosa tutela en Córdoba y para humillar a los yeminíes aprovechando su debilidad después de la batalla de Tours, las pérdidas de Aviñón y Nimes y la pérdida de terreno frente Alfonso I de Asturias. Al-Sumayl aceptó de buen grado y llegó a Saraqusta en 750 durante un gran hambre. 
Superada el hambre, Amir ibn Asur con el apoyo de a al-Hubáb az-Zuhri convocó un alzamiento en nombre del califa Al-Mansur al que se unieron fundamentalmente yemeníes y bereberes. Al-Sumayl envió a sus aliados, con los que iba Badr, que había desembarcado en al-Ándalus en junio de 754 para pedir a sus clientes y parientes el gobierno para Abd-ar-Rahman I ad-Dàkhil, el último de los Omeyas que había sobrevivido a la matanza de la familia a manos del califa. Los rebeldes retiraron el asedio al saber de la proximidad de las tropas de socorro.

## El asedio
El 755 se encendió la rebelión pro-abbasida y Yússuf ibn Abd-ar-Rahman al-Fihrí y As-Sumayl ibn Hàtim al-Kilabí se dirigieron juntos de nuevo contra Saraqusta. Sin embargo, sus habitantes, temiendo los estragos del ejército que se los vendía encima, entregaron a los rebeldes Amir ibn Asur, su hijo Wahd ibn Amir ibn Asur y al-Hubáb az-Zuhri, que fueron inmediatamente hechos prisioneros y dirigidos hacia Qurtuba. El valí dejó a su hijo Abd al-Rahman ibn Yusuf Abu Zayd como gobernador de Saraqusta.

## Consecuencias
Para deshacerse de al-Husayn ibn Al-Dachn y Sulayman ibn Xilah por haber mostrado refractarios en su socorro en el año anterior, As-Sumayl ibn Hàtim al-Kilabí ordenó una expedición de castigo contra los vascones de Pamplona que se habían sublevado aprovechando las luchas entre los musulmanes. 
Sulayman ibn Xilah recibió el mando de una pequeña fuerza y la caballería y la vanguardia estaba reservada para el-Husayn ibn Al-Dachn. Como era previsible, la expedición acabó con la derrota de la columna. Sulayman murió, pero Al-Husayn se pudo refugiar en Zaragoza al amparo del nuevo gobernador Abd al-Rahman ibn Yusuf Abu Zayd.
La noticia del desastre llegó a Yússuf ibn Abd-ar-Rahman al-Fihrí y Al-Sumayl en el río Jarama mientras se retiraba a la capital para rechazar al pretendiente omeya. De la alegría que le entró Yusuf al-Fihri mandó decapitar a los tres rebeldes prisioneros.